# 逃出夢幻島
是一部2020年美國奇幻恐怖片，由傑夫·瓦德洛執導並與克里斯·羅奇（Chris Roach）和茱莉安·雅各布斯（Jillian Jacobs）共同編劇，該片改編自吉恩·萊維特創作的電視劇《神秘島》。電影主演陣容包括麥可·潘納、Maggie Q、露西·海爾、奧斯汀·史托爾、波蒂亞·黛伯德、歐陽萬成、瑞安·漢森及麥可·魯克。該片2020年2月14日在美國上映。

## 劇情
神秘的路克先生在一個豪華且偏僻的熱帶度假勝地實現了他幸運的客人的秘密夢想。但當幻想變成噩夢時，客人們必須解開藏在小島上的奧秘，便才能生存下去。

## 演員
- 麥可·潘納 飾 路可先生（Mr. Roarke）
- Maggie Q 飾 關·歐森（Gwen Olsen）
- 露西·海爾 飾 梅蘭妮·柯爾（Melanie Cole）
- 奧斯汀·史托爾（英语：Austin Stowell） 飾 派翠克·蘇利文（Patrick Sullivan）
- 波蒂亞·黛伯德（英语：Portia Doubleday） 飾 絲容·麥迪遜（Sloane Maddison）
- 歐陽萬成 飾 布拉斯·威佛（Brax Weaver）
- 瑞安·漢森 飾 傑迪·威佛（JD Weaver）
- 麥可·魯克 飾 戴蒙（Damon）
- 柏麗莎·費茲-亨利（英语：Parisa Fitz-Henley） 飾 茱莉亞（Julia）
- 伊凡·艾瓦格拉（英语：Evan Evagora） 飾 尼克·泰勒（Nick Taylor）
- 夏洛特·麥金妮 飾 阿芙蘿黛蒂
- 羅比·瓊斯（英语：Robbie Jones (actor)） 飾 羅克林（Rocklin）
- 金·柯茲 飾 咒臉（Devil Face）

## 製作
2018年7月宣布，布倫屋製片公司與索尼影視娛樂將合力推出電視劇《神秘島》的電影版重啟，並將其描述為《西方極樂園》和《詭屋》的結合。傑夫·瓦德洛被選定執導並將共同參與劇本的編寫。
2018年10月，麥可·潘納、歐陽萬成、巴帝斯塔與露西·海爾加入了演出陣容。在2018年11月的一次採訪中，瓦德洛透露Maggie Q、波蒂亞·黛伯德和瑞安·漢森也已簽約出演，並暗示巴帝斯塔可能無法參與。
麥可·魯克、夏洛特·麥金妮、柏麗莎·費茲-亨利及奧斯汀·史托爾於2019年1月加入演出陣容。漢森後來證實，電影中將不會出現電視劇中的泰特托（Tattoo）一角。

### 拍攝
主要拍攝始於2019年1月在斐濟進行。並於2019年7月完成部分重拍。

## 發行
索尼影視發行將該片定檔2020年2月14日在美國上映；此前原定的上映日為2020年2月28日。

## 評價
該片所獲評價以負面為主。影評匯總網站爛蕃茄上收集的72篇專業影評文章中，僅有7篇給予該片「新鮮」的正面評價，「新鮮度」為10%，平均得分3.08分（滿分10分），而Metacritic則根據26篇評論文章，給出平均分21（滿分100）。據CinemaScore進行的調查，觀眾的平均評價於A+至F間落於「C-」。

## 外部連結
- 互联网电影数据库（IMDb）上《逃出夢幻島》的资料（英文）